# Fußball-Weltmeisterschaft der Frauen 2007/Finalrunde
Resultate der Finalrunde der Fußball-Weltmeisterschaft der Frauen 2007:

## Übersicht
|  | Viertelfinale                | Viertelfinale                 |                              |                               | Halbfinale                    | Halbfinale |  |  | Finale                        | Finale                        |
|  |                              |                               |                              |                               |                               |            |  |  |                               |                               |
|  | 22. September 2007 – Wuhan   |                               |                              |                               |                               |            |  |  |                               |                               |
|  | Deutschland                  | 3                             |                              |                               |                               |            |  |  |                               |                               |
|  | Deutschland                  | 3                             | 26. September 2007 – Tianjin |                               |                               |            |  |  |                               |                               |
|  | Nordkorea                    | 0                             |                              |                               |                               |            |  |  |                               |                               |
|  | Nordkorea                    | 0                             | Deutschland                  | 3                             |                               |            |  |  |                               |                               |
|  |                              |                               | Deutschland                  | 3                             |                               |            |  |  |                               |                               |
|  |                              | Norwegen                      | 0                            |                               |                               |            |  |  |                               |                               |
|  | Norwegen                     | Norwegen                      | 0                            | 1                             |                               |            |  |  |                               |                               |
|  | Norwegen                     |                               |                              | 1                             |                               |            |  |  |                               |                               |
|  | Volksrepublik China          | 0                             |                              | 30. September 2007 – Shanghai | 30. September 2007 – Shanghai |            |  |  |                               |                               |
|  | 23. September 2007 – Wuhan   | 23. September 2007 – Wuhan    | Deutschland                  | 2                             |                               |            |  |  |                               |                               |
|  | 22. September 2007 – Tianjin | 22. September 2007 – Tianjin  |                              | Brasilien                     | 0                             |            |  |  |                               |                               |
|  | Vereinigte Staaten           | 3                             |                              |                               |                               |            |  |  |                               |                               |
|  | England                      | 0                             |                              |                               |                               |            |  |  |                               |                               |
|  | England                      | 0                             | Vereinigte Staaten           | 0                             |                               |            |  |  |                               |                               |
|  |                              |                               | Vereinigte Staaten           | 0                             | Spiel um Platz 3              |            |  |  |                               |                               |
|  |                              | Brasilien                     | 4                            |                               |                               |            |  |  |                               |                               |
|  | Brasilien                    | Brasilien                     | 4                            | 3                             | Norwegen                      | 1          |  |  |                               |                               |
|  | Brasilien                    | 27. September 2007 – Hangzhou |                              | 3                             | Norwegen                      | 1          |  |  |                               |                               |
|  | Australien                   | 2                             |                              | Vereinigte Staaten            | 4                             |            |  |  |                               |                               |
|  | Australien                   | 2                             |                              |                               | 4                             |            |  |  |                               |                               |
|  | 23. September 2007 – Tianjin | 23. September 2007 – Tianjin  |                              |                               |                               |            |  |  | 30. September 2007 – Shanghai | 30. September 2007 – Shanghai |

## Viertelfinale

### Deutschland – Nordkorea 3:0 (1:0)
| Deutschland                                                                   | Deutschland | Nordkorea | Nordkorea |
| ----------------------------------------------------------------------------- | --- | --- | --------- |
| Deutschland                                                                   | \| 22. September 2007 um 11:00 Uhr (MESZ) in Wuhan (Wuhan-Sports-Center-Stadion) \| \| Zuschauer: 37.200 \| \| Schiedsrichterin: Tammy Ogston ( Australien) \|                                                                                             | \| 22. September 2007 um 11:00 Uhr (MESZ) in Wuhan (Wuhan-Sports-Center-Stadion) \| \| Zuschauer: 37.200 \| \| Schiedsrichterin: Tammy Ogston ( Australien) \|                                                             | Nordkorea |
| Deutschland                                                                   | Nadine Angerer – Ariane Hingst, Annike Krahn, Kerstin Stegemann, Linda Bresonik (77. Sandra Minnert) – Melanie Behringer, Kerstin Garefrekes, Simone Laudehr, Renate Lingor – Birgit Prinz , Sandra Smisek (74. Martina Müller) Cheftrainerin: Silvia Neid | Jon Myong-hui – Om Jong-ran, Song Jong-sun, Sonu Kyong-sun, Kong Hye-ok – Ri Un-suk, Ri Kum-suk , Ri Un-gyong, Hong Myong-gum (75. Jong Pok-sim) – Kil Son-hui, Kim Yong-ae (50. Kim Kyong-hwa) Cheftrainer: Kim Kwang-min | Nordkorea |
| Deutschland                                                                   | 1:0 Kerstin Garefrekes (44.) 2:0 Renate Lingor (67.) 3:0 Annike Krahn (72.) | | Nordkorea |
| Deutschland                                                                   | Song Jong-sun | | Nordkorea |
| Deutschland                                                                   | Besonderheiten: Deutschland erreicht als erste Mannschaft das Halbfinale, ohne auch nur ein Gegentor zu kassieren. | | Nordkorea |
| 22. September 2007 um 11:00 Uhr (MESZ) in Wuhan (Wuhan-Sports-Center-Stadion) | | |           |
| Zuschauer: 37.200                                                             | | |           |
| Schiedsrichterin: Tammy Ogston ( Australien)                                  | | |           |

### Vereinigte Staaten – England 3:0 (0:0)
| USA                                                                                | USA | England | England |
| ---------------------------------------------------------------------------------- | --- | --- | ------- |
| USA                                                                                | \| 22. September 2007 um 14:00 Uhr (MESZ) in Tianjin (Tianjin-Olympic-Center-Stadion) \| \| Zuschauer: 29.586 \| \| Schiedsrichterin: Jenny Palmqvist ( Schweden) \|                                                                  | \| 22. September 2007 um 14:00 Uhr (MESZ) in Tianjin (Tianjin-Olympic-Center-Stadion) \| \| Zuschauer: 29.586 \| \| Schiedsrichterin: Jenny Palmqvist ( Schweden) \|                                                       | England |
| USA                                                                                | Hope Solo – Christie Rampone, Cat Whitehill, Shannon Boxx (82. Carli Lloyd), Heather O’Reilly, Leslie Osborne, Kristine Lilly , Stephanie Lopez – Kate Markgraf, Lori Chalupny, Abby Wambach (86. Natasha Kai) Cheftrainer: Greg Ryan | Rachel Brown – Alex Scott, Casey Stoney, Katie Chapman, Faye White , Mary Phillip (80. Lianne Sanderson), Karen Carney, Eniola Aluko (46. Rachel Yankey), Kelly Smith, Anita Asante, Jill Scott Cheftrainerin: Hope Powell | England |
| USA                                                                                | 1:0 Abby Wambach (50.) 2:0 Shannon Boxx (57.) 3:0 Kristine Lilly (60.) | | England |
| 22. September 2007 um 14:00 Uhr (MESZ) in Tianjin (Tianjin-Olympic-Center-Stadion) | | |         |
| Zuschauer: 29.586                                                                  | | |         |
| Schiedsrichterin: Jenny Palmqvist ( Schweden)                                      | | |         |

### Norwegen – China 1:0 (1:0)
| Norwegen                                                                      | Norwegen | China | China |
| ----------------------------------------------------------------------------- | --- | --- | ----- |
| Norwegen                                                                      | \| 23. September 2007 um 11:00 Uhr (MESZ) in Wuhan (Wuhan-Sports-Center-Stadion) \| \| Zuschauer: 52.000 \| \| Schiedsrichterin: Gyöngyi Gaál ( Ungarn) \| | \| 23. September 2007 um 11:00 Uhr (MESZ) in Wuhan (Wuhan-Sports-Center-Stadion) \| \| Zuschauer: 52.000 \| \| Schiedsrichterin: Gyöngyi Gaál ( Ungarn) \|                             | China |
| Norwegen                                                                      | Bente Nordby – Ane Stangeland Horpestad , Gunhild Følstad, Ingvild Stensland, Camilla Huse, Trine Rønning, Solveig Gulbrandsen (75. Lena Storløkken), Isabell Herlovsen, Leni Larsen Kaurin (64. Lise Klaveness), Ragnhild Gulbrandsen, Guro Knutsen Cheftrainer: Bjarne Berntsen | Zhang Yanru – Li Jie, Wang Kun, Xie Caixia (71. Zhang Ouying), Bi Yan , Pan Lina, Han Duan, Ma Xiaoxu, Pu Wei, Liu Yali, Zhang Tong (75. Liu Sa) Cheftrainerin: Marika Domanski-Lyfors | China |
| Norwegen                                                                      | 1:0 Isabell Herlovsen (32.) | | China |
| Norwegen                                                                      | Gunhild Følstad, Ragnhild Gulbrandsen, Trine Rønning | Wang Kun | China |
| 23. September 2007 um 11:00 Uhr (MESZ) in Wuhan (Wuhan-Sports-Center-Stadion) | | |       |
| Zuschauer: 52.000                                                             | | |       |
| Schiedsrichterin: Gyöngyi Gaál ( Ungarn)                                      | | |       |

### Brasilien – Australien 3:2 (2:1)
| Brasilien                                                                          | Brasilien | Australien | Australien |
| ---------------------------------------------------------------------------------- | --- | --- | ---------- |
| Brasilien                                                                          | \| 22. September 2007 um 14:00 Uhr (MESZ) in Tianjin (Tianjin-Olympic-Center-Stadion) \| \| Zuschauer: 35.061 \| \| Schiedsrichterin: Christine Beck ( Deutschland) \| | \| 22. September 2007 um 14:00 Uhr (MESZ) in Tianjin (Tianjin-Olympic-Center-Stadion) \| \| Zuschauer: 35.061 \| \| Schiedsrichterin: Christine Beck ( Deutschland) \|                                                                                                  | Australien |
| Brasilien                                                                          | Andreia – Elaine, Aline , Tania, Renata, Daniela, Formiga (92. Simone), Maycon, Marta, Cristiane, Ester Cheftrainer: Jorge Barcellos                                   | Melissa Barbieri – Dianne Alagich, Cheryl Salisbury (20. Kate McShea), Heather Garriock, Sarah Walsh, Joanne Peters (81. Joanne Burgess), Lisa de Vanna, Thea Slatyer, Collette McCallum, Sally Shipard (78. Caitlin Munoz), Lauren Colthorpe Cheftrainer: Tom Sermanni | Australien |
| Brasilien                                                                          | 1:0 Formiga (4.) 2:0 Marta (23., Foulelfmeter) 3:2 Cristiane (75.) | 2:1 Lisa de Vanna (36.) 2:2 Lauren Colthorpe (68.) | Australien |
| Brasilien                                                                          | Joanne Peters, Caitlin Munoz | | Australien |
| 22. September 2007 um 14:00 Uhr (MESZ) in Tianjin (Tianjin-Olympic-Center-Stadion) | | |            |
| Zuschauer: 35.061                                                                  | | |            |
| Schiedsrichterin: Christine Beck ( Deutschland)                                    | | |            |

## Halbfinale

### Deutschland – Norwegen 3:0 (1:0)
| Deutschland                                                                        | Deutschland | Norwegen | Norwegen |
| ---------------------------------------------------------------------------------- | --- | --- | -------- |
| Deutschland                                                                        | \| 26. September 2007 um 14:00 Uhr (MESZ) in Tianjin (Tianjin-Olympic-Center-Stadion) \| \| Zuschauer: 53.819 \| \| Schiedsrichterin: Dagmar Damková ( Tschechien) \| | \| 26. September 2007 um 14:00 Uhr (MESZ) in Tianjin (Tianjin-Olympic-Center-Stadion) \| \| Zuschauer: 53.819 \| \| Schiedsrichterin: Dagmar Damková ( Tschechien) \| | Norwegen |
| Deutschland                                                                        | Nadine Angerer – Kerstin Stegemann, Ariane Hingst, Annike Krahn, Linda Bresonik (81. Sandra Minnert) – Melanie Behringer (40. Fatmire Bajramaj), Renate Lingor, Simone Laudehr, Kerstin Garefrekes – Birgit Prinz , Sandra Smisek (60. Martina Müller) Cheftrainerin: Silvia Neid | Bente Nordby – Gunhild Følstad (48. Siri Nordby), Ane Stangeland Horpestad , Camilla Huse, Trine Rønning – Ingvild Stensland, Marie Knutsen, Solveig Gulbrandsen (56. Lene Storløkken) – Isabell Herlovsen (46. Lise Klaveness), Leni Larsen Kaurin, Ragnhild Gulbrandsen Cheftrainer: Bjarne Berntsen | Norwegen |
| Deutschland                                                                        | 1:0 Trine Rønning (42., Eigentor) 2:0 Kerstin Stegemann (72.) 3:0 Martina Müller (75.) | | Norwegen |
| Deutschland                                                                        | Leni Larsen Kaurin | | Norwegen |
| Deutschland                                                                        | Besonderheiten: Deutschland ist die erste Mannschaft, der es gelang ohne ein Gegentor in ein WM-Finale einzuziehen. Das 3:0 von Martina Müller war das 100. Tor dieser WM. Norwegen verliert erstmals bei einer Weltmeisterschaft gegen eine europäische Mannschaft.              | | Norwegen |
| 26. September 2007 um 14:00 Uhr (MESZ) in Tianjin (Tianjin-Olympic-Center-Stadion) | | |          |
| Zuschauer: 53.819                                                                  | | |          |
| Schiedsrichterin: Dagmar Damková ( Tschechien)                                     | | |          |

### Vereinigte Staaten – Brasilien 0:4 (0:2)
| USA                                                                          | USA | Brasilien | Brasilien |
| ---------------------------------------------------------------------------- | --- | --- | --------- |
| USA                                                                          | \| 27. September 2007 um 14:00 Uhr (MESZ) in Hangzhou (Hangzhou-Dragon-Stadion) \| \| Zuschauer: 47.818 \| \| Schiedsrichterin: Nicole Petignat ( Schweiz) \| | \| 27. September 2007 um 14:00 Uhr (MESZ) in Hangzhou (Hangzhou-Dragon-Stadion) \| \| Zuschauer: 47.818 \| \| Schiedsrichterin: Nicole Petignat ( Schweiz) \| | Brasilien |
| USA                                                                          | Briana Scurry – Christie Rampone, Cat Whitehill, Stephanie Lopez (46. Carli Lloyd), Kate Markgraf (74. Marian Dalmy) – Shannon Boxx, Leslie Osborne, Lori Chalupny – Kristine Lilly , Abby Wambach, Heather O’Reilly (60. Tina Ellertson) Cheftrainer: Greg Ryan | Andreia – Elaine, Aline , Tania – Renata, Ester, Daniela, Maycon – Marta, Cristiane, Formiga Cheftrainer: Jorge Barcelos                                      | Brasilien |
| USA                                                                          | 0:1 Leslie Osborne (20., Eigentor) 0:2 Marta (27.) 0:3 Cristiane (56.) 0:4 Marta (79.) | | Brasilien |
| USA                                                                          | Shannon Boxx, Lori Chalupny, Abby Wambach | Aline, Renata | Brasilien |
| USA                                                                          | Shannon Boxx (45., Wiederholtes Foulspiel) | | Brasilien |
| USA                                                                          | Besonderheiten: Brasilien erreicht zum ersten Mal ein WM-Finale. Erste WM-Niederlage der USA gegen eine nichteuropäische Mannschaft. | | Brasilien |
| 27. September 2007 um 14:00 Uhr (MESZ) in Hangzhou (Hangzhou-Dragon-Stadion) | | |           |
| Zuschauer: 47.818                                                            | | |           |
| Schiedsrichterin: Nicole Petignat ( Schweiz)                                 | | |           |

## Spiel um Platz 3

### Norwegen – Vereinigte Staaten 1:4 (0:1)
| Norwegen                                                                             | Norwegen | USA | USA |
| ------------------------------------------------------------------------------------ | --- | --- | --- |
| Norwegen                                                                             | \| 30. September 2007 um 11:00 Uhr (MESZ) in Shanghai (Shanghai-Hongkou-Fußballstadion) \| \| Zuschauer: 32.068 \| \| Schiedsrichterin: Gyöngyi Gaál ( Ungarn) \| | \| 30. September 2007 um 11:00 Uhr (MESZ) in Shanghai (Shanghai-Hongkou-Fußballstadion) \| \| Zuschauer: 32.068 \| \| Schiedsrichterin: Gyöngyi Gaál ( Ungarn) \|                                                                                             | USA |
| Norwegen                                                                             | Bente Nordby – Ane Stangeland Horpestad , Gunhild Følstad (57. Madeleine Giske), Ingvild Stensland, Camilla Huse, Solveig Gulbrandsen, Melissa Wiik (78. Isabell Herlovsen), Ragnhild Gulbrandsen, Guro Knutsen, Marit Fiane Christensen, Lene Storløkken (61. Marie Knutsen) Cheftrainer: Bjarne Berntsen | Briana Scurry – Marian Dalmy, Christie Rampone (46. Tina Ellertson), Cat Whitehill, Heather O’Reilly, Aly Wagner (59. Lindsay Tarpley), Leslie Osborne, Kristine Lilly (89. Natasha Kai), Lori Chalupny, Stephanie Lopez, Abby Wambach Cheftrainer: Greg Ryan | USA |
| Norwegen                                                                             | 1:4 Ragnhild Gulbrandsen (63.) | 0:1 Abby Wambach (30.) 0:2 Abby Wambach (46.) 0:3 Lori Chalupny (58.) 0:4 Heather O’Reilly (59.) | USA |
| Norwegen                                                                             | Lori Chalupny | | USA |
| 30. September 2007 um 11:00 Uhr (MESZ) in Shanghai (Shanghai-Hongkou-Fußballstadion) | | |     |
| Zuschauer: 32.068                                                                    | | |     |
| Schiedsrichterin: Gyöngyi Gaál ( Ungarn)                                             | | |     |

## Finale

### Deutschland – Brasilien 2:0 (0:0)
| Deutschland                                                                          | Deutschland | Brasilien | Brasilien |
| ------------------------------------------------------------------------------------ | --- | --- | --------- |
| Deutschland                                                                          | \| 30. September 2007 um 14:00 Uhr (MESZ) in Shanghai (Shanghai-Hongkou-Fußballstadion) \| \| Zuschauer: 31.000 (ausverkauft) \| \| Schiedsrichterin: Tammy Ogston ( Australien) \|                                                                                  | \| 30. September 2007 um 14:00 Uhr (MESZ) in Shanghai (Shanghai-Hongkou-Fußballstadion) \| \| Zuschauer: 31.000 (ausverkauft) \| \| Schiedsrichterin: Tammy Ogston ( Australien) \| | Brasilien |
| Deutschland                                                                          | Nadine Angerer – Kerstin Stegemann, Ariane Hingst, Annike Krahn, Linda Bresonik – Melanie Behringer (74. Martina Müller), Renate Lingor, Simone Laudehr, Kerstin Garefrekes – Sandra Smisek (80. Fatmire Bajramaj), Birgit Prinz Cheftrainerin: Silvia Neid          | Andreia – Elaine, Aline (88. Kátia), Tania (81. Pretinha), Renata Costa, Daniela, Formiga, Maycon, Marta, Cristiane, Ester (63. Rosana) Cheftrainer: Jorge Barcelos                 | Brasilien |
| Deutschland                                                                          | 1:0 Birgit Prinz (52.) 2:0 Simone Laudehr (86.) | | Brasilien |
| Deutschland                                                                          | Kerstin Garefrekes, Linda Bresonik | Daniela | Brasilien |
| Deutschland                                                                          | Besonderheiten: Nadine Angerer hält einen Foulelfmeter von Marta (64.). Deutschland ist die erste Mannschaft, die eine Fußball-Weltmeisterschaft ohne Gegentor gewann und die erste Mannschaft im Frauenfußball, der es gelang, den Weltmeistertitel zu verteidigen. | | Brasilien |
| 30. September 2007 um 14:00 Uhr (MESZ) in Shanghai (Shanghai-Hongkou-Fußballstadion) | | |           |
| Zuschauer: 31.000 (ausverkauft)                                                      | | |           |
| Schiedsrichterin: Tammy Ogston ( Australien)                                         | | |           |